# قانون الإرهاب 2000
يعد قانون الإرهاب لعام 2000 (فصل 11) الأول بين عدد من قوانين الإرهاب العامة التي أقرها برلمان المملكة المتحدة. أبطل وألغى قانون منع الإرهاب (الأحكام المؤقتة) لعام 1989 وقانون إيرلندا الشمالية (أحكام الطوارئ) لعام 1996. حل محل أجزاء من قانون العدالة الجنائية (الإرهاب والتآمر) لعام 1998. كانت السلطات التي يوفرها للشرطة مثيرة للجدل، مما أدى إلى حالات ملحوظة من الانتهاكات المزعومة وإلى تحديات قانونية في المحاكم البريطانية والأوروبية. حكمت المحكمة الأوروبية لحقوق الإنسان بأن صلاحيات الإيقاف والتفتيش بموجب المادة 44 من القانون، غير قانونية.

## تعريف الإرهاب
يعرف الإرهاب، في القسم الأول من القانون، على النحو التالي:
| القسم 1. – (1) في هذا القانون «الإرهاب» يعني استخدام التهديد أو القيام بفعل حيث- (a) أنه يندرج ضمن المادة الفرعية (2)، (b) يكون الغرض من استخدامه أو التهديد باستخدامه يؤثر على الحكومة [أو منظمة حكومة دولية] أو يخيف الجمهور أو شريحة من الجمهور، و (c) أن يكون استخدامه أو التهديد باستخدامه بغرض النهوض بقضية سياسية أو دينية [عرقية] أو لأغراض إيديولوجية. (2) يندرج الإجراء في هذه المادة الفرعية إذا كان- (a) ينطوي على العنف الخطير ضد شخص ما (b) ينطوي على أضرار جسيمة في الممتلكات (c) يعرض حياة شخص للخطر، بخلاف حياة الشخص الذي ارتكب العمل (d) يشكل خطرًا جسيمًا على صحة أو سلامة الجمهور أو شريحة من الجمهور، أو (e) كان مصممًا على نحو خطير للتدخل في نظام إلكتروني أو تعطيله على نحو خطير. (3) إن القيام بالفعل أو التهديد بالقيام به يندرج في إطار البند الفرعي (2) وينطوي على استخدام الأسلحة النارية أو المتفجرات، هو عمل إرهابي سواء استوفيت أحكام البند الفرعي (1) (a) أم لم تستوف. |

انتقد القسمان (2) (b) و (e) لأنهما خارجان تمامًا عن نطاق ما يفهم عمومًا على أنه تعريف الإرهاب، أي الأعمال التي تتطلب عنفًا يهدد الحياة.

قبل ذلك، عرف الإرهاب في أحد القوانين على أنه حاشية، مثل قانون إعادة التأمين (الأعمال الإرهابية) لعام 1993 (فصل 18) القسم 2 (2):
يقصد بتعبير «الأعمال الإرهابية» أعمال يقوم بها أشخاص يتصرفون بالنيابة عن أي منظمة تقوم بأنشطة موجهة نحو الإطاحة بحكومة صاحبة الجلالة في المملكة المتحدة أو أي حكومة أخرى بحكم القانون أو بحكم الواقع أو التأثير عليها بالقوة أو العنف.
وقانون الوقاية من الإرهاب (الأحكام المؤقتة) (فصل 4) القسم 20 (1):
يقصد بمصطلح «الإرهاب» في هذا القانون استخدام العنف لأغراض سياسية، ويشمل أي استخدام للعنف بغرض تخويف الجمهور أو أي جزء منه.
في قانون إيرلندا الشمالية (أحكام الطوارئ) لعام 1996، ترد الجرائم الجنائية المشار إليها بوصفها أعمالًا إرهابية كقائمة شاملة تضم أكثر من 70 بلدًا.
أتاح هذا التحرك الرامي إلى وضع تعريف سليم للإرهاب في القانون إنشاء مجموعة جديدة تمامًا من سلطات الشرطة والتحقيق في حوادث من هذا النوع، تتجاوز ما يمكن أن تفعله في جرائم العنف العادية.
يعكس إدراج العبارة أو التهديد في تعريفها القانون العام، كما دون فيما يتعلق بالكلمات المكتوبة في 27 جو الثاني فصل. 15 (1754) ومرة أخرى في 4 جو الرابع فصل. 54 (1823).

## مجموعات محظورة
مثلما هو الحال في قوانين الإرهاب السابقة، كقانون منع الإرهاب (الأحكام المؤقتة) لعام 1989، كان لدى وزير الداخلية سلطة بإنشاء قائمة «بالجماعات المحظورة» يعتقد بأنها «معنية بالإرهاب». فالانتماء إلى جماعة من هذا القبيل أو تقديم الدعم لها، أو ارتداء قطعة ملابس «تثير الشكوك بأن الشخص قد يكون عضوًا أو مؤيدًا لمجموعة محظورة» هي أمور كافية لمحاكمته بارتكاب جريمة إرهابية.
بموجب القانون يمكن إضافة أسماء مستعارة للمنظمات، فمثلًا أُضيف المهاجرون وإسلام من أجل المملكة المتحدة والدعوة إلى الرسالة والطريق الإسلامي ومدرسة لندن للشريعة والمسلمون ضد الحروب الصليبية في يناير من عام 2010 ونوفمبر من عام 2011 كأسماء بديلة للغرباء والطائفة المحفوظة (التي تعتبر نفس المنظمة)، وفي يونيو 2014 أضيفت الحاجة إلى الخليفة ومشروع الشريعة وجمعية الدوحة الإسلامية إلى القائمة. لا يلزم إضافة اسم مستعار إلى القائمة حتى تكون الملاحقة القانونية ممكنة، شريطة إثبات أن المنظمة محظورة بالنسبة لجميع المقاصد والأغراض، وأن الشخص المعني قد ارتكب جريمة محظورة.

### قائمة الجماعات الإرهابية الدولية المحظورة
اعتبارًا من يوليو عام 2021، أدرجت 78 منظمة مثلما هو مذكور أدناه في الجدول 2 من القانون، وأضيف إليها المزيد بصفة دورية منذ آذار 2001 بموجب صكوك قانونية، وهي مدرجة تحت العنوان أعلاه في وثيقة وزارة الداخلية «المنظمات الإرهابية المحظورة»:
- منظمة 17 نوفمبر الثورية (17 إن) (منذ مارس من عام 2001)
- حركة أوزبكستان الإسلامية (آي إم يو) (منذ نوفمبر من عام 2002)
- كتائب عبد الله عزام (إيه إيه بي) تتضمن كتائب زياد الجراح (منذ يونيو من عام 2014)
- تنظيم الدولة الإسلامية المعروفة أيضًا باسم دولة العراق الإسلامية والدلوة الإسلامية في العراق والدولة الإسلامية في العراق وسوريا ودولة الإسلام في العراق والشام (داعش).

- أبو سياف (إيه إس جي) (منذ مارس من عام 2001)
- أنجد مصر (جنود مصر) (منذ نوفمبر من عام 2014)
- جيش محمد (جاي إي إم) (منذ مارس من عام 2001) والجماعة المنشقة خدام الإسلام (كاي يو إل) (منذ أكتوبر من عام 2005).
- سرايا الأشتر التي تتضمن سرايا الأشتر وكتائب وعد الله وكتائب الله الإسلامية وكتائب الإمام المهدي وكتائب الحيدرية (منذ ديسمبر من عام 2017).
- جماعة أنشاروت دوله (منذ يوليو من عام 2016)
- الجماعة الإسلامية في مصر (جي آي) (منذ مارس من عام 2001)
- الغرباء (منذ يوليو من عام 2006)
- جماعة نصرة الإسلام والمسلمين والمعروفة أيضًا باسم جماعة نصرة الإسلام ونصرة الإسلام والمسلمين بما فيها أنصار الدين وجبهة تحرير ماسينا والمرابطون والقاعدة في المغرب والزلقة (منذ مارس من عام 2019)
- المرابطون (منذ أبريل من عام 2014)
- كتائب المختار بمن فيهم سرايا المختار (منذ ديسمبر من عام 2017)
- جماعة الأحرار (جاي يو إيه) (منذ مارس من عام 2015)
- القاعدة (منذ مارس من عام 2001) (المعروفة أيضًا باسم جبهة النصرة (إيه إن إف) وجبهة النصرة للشام وجبهة فتح الشام وهيئة تحرير الشام).
- الشباب (منذ مارس من عام 2010)
- أنصار الشام (منذ أكتوبر من عام 2005)